# Zakspeed 861
Chronologie des modèles (1986 - 1987)
Zakspeed 841 Zakspeed 871
La Zakspeed 861 est la monoplace de Formule 1 engagée par l'écurie allemande Zakspeed dans le cadre du championnat du monde de Formule 1 1986 ainsi qu'une partie de celui de 1987. Elle est pilotée, en 1986, par le Britannique Jonathan Palmer et le Néerlandais Huub Rothengatter et, en 1987, par le Britannique Martin Brundle et l'Allemand Christian Danner. L'équipe n'a jamais employé de pilote d'essais.

## Historique
En 1986, Zakspeed commence la saison avec un seul pilote, Jonathan Palmer, l'équipe allemande ayant décidé de ne faire concourir qu'une seule monoplace. Toutefois, Huub Rothengatter, qui apporte un soutien financier à l'écurie, se voit confier un deuxième châssis à partir du Grand Prix de Saint-Marin. 
La meilleure performance de la 861 en 1986 est une huitième place à Détroit grâce à Palmer et une autre huitième place en Autriche avec Rothengatter.
En 1987, la 861 est à nouveau confiée à Palmer et Danner pour le premier Grand Prix de la saison, au Brésil. L'Allemand l'utilise à nouveau lors de la course suivante, à Saint-Marin, pendant que le Britannique dispose de la nouvelle 871 avec laquelle il marque les premiers points de l'écurie. Au Grand Prix de Détroit, Brundle reprend la 861, mais abandonne à la suite de la casse de son turbo.

## Résultats en championnat du monde de Formule 1
| Saison | Écurie               | Moteur               | Pneus    | Pilotes           | Courses | Courses | Courses | Courses | Courses | Courses | Courses | Courses | Courses | Courses | Courses | Courses | Courses | Courses | Courses | Courses | Points inscrits | Classement |
| Saison | Écurie               | Moteur               | Pneus    | Pilotes           | 1       | 2       | 3       | 4       | 5       | 6       | 7       | 8       | 9       | 10      | 11      | 12      | 13      | 14      | 15      | 16      | Points inscrits | Classement |
| ------ | -------------------- | -------------------- | -------- | ----------------- | ------- | ------- | ------- | ------- | ------- | ------- | ------- | ------- | ------- | ------- | ------- | ------- | ------- | ------- | ------- | ------- | --------------- | ---------- |
| 1986   | West Zakspeed Racing | Zakspeed 1500/4 L4 T | Goodyear |                   | BRÉ     | ESP     | SMR     | MON     | BEL     | CAN     | DET     | FRA     | GBR     | ALL     | HON     | AUT     | ITA     | POR     | MEX     | AUS     | 0               | 11e        |
| 1986   | West Zakspeed Racing | Zakspeed 1500/4 L4 T | Goodyear | Jonathan Palmer   | Abd.    | Abd.    | Abd.    | 12e     | 13e     | Abd.    | 8e      | Abd.    | 9e      | Abd.    | 10e     | Abd.    | Abd.    | 12e     | 10e     | 9e      | 0               | 11e        |
| 1986   | West Zakspeed Racing | Zakspeed 1500/4 L4 T | Goodyear | Huub Rothengatter |         |         | Abd.    | Nq      | Abd.    | 12e     | Abd.    | Abd.    | Abd.    | Abd.    | Abd.    | 8e      | Abd.    | Abd.    | Np.     | Abd.    | 0               | 11e        |
| 1987   | West Zakspeed Racing | Zakspeed 1500/4 L4 T | Goodyear |                   | BRÉ     | SMR     | BEL     | MON     | DET     | FRA     | GBR     | ALL     | HON     | AUT     | ITA     | POR     | ESP     | MEX     | JAP     | AUS     | 2               | 10e        |
| 1987   | West Zakspeed Racing | Zakspeed 1500/4 L4 T | Goodyear | Martin Brundle    | Abd.    |         |         |         | Abd.    |         |         |         |         |         |         |         |         |         |         |         | 2               | 10e        |
| 1987   | West Zakspeed Racing | Zakspeed 1500/4 L4 T | Goodyear | Christian Danner  | 9e      | 7e      |         |         |         |         |         |         |         |         |         |         |         |         |         |         | 2               | 10e        |

Légende : ici 